# Litice nad Orlicí (lovecký zámeček)
Lovecký zámeček Litice nad Orlicí stojí ve vsi Litice nad Orlicí na svahu vrchu Chlum, na pravé straně řeky Divoká Orlice naproti hradu Litice.

## Historie
Nevýrazný empírový lovecký zámeček postavil v roce 1820 majitel panství Žamberk John Parish von Senftenberg. George Parish von Senftenberg nechal ve druhé polovině 19. století zámeček přestavět na myslivnu. Ve vlastnictví rodu Parishů zůstal až do roku 1948, kdy jim byl znárodněn a přešel do správy státních lesů. V roce 1957 prošel objekt úpravami na byty. Po sametové revoluci byl vrácen Parishům.

## Popis
Jedná se o přízemní stavbu na půdorysu obdélníka, bez větších architektonických detailů. Jediným výraznějším architektonickým prvkem zámečku je sloupový portikus v jihovýchodním průčelí, zakončený tympanonem – od přestavby v roce 1957 jediný prvek připomínající panskou minulost objektu. Celá stavba je kryta valbovou střechou.